# Binguéla
Binguéla est un petit village de la région du centre-ouest du Cameroun situé à quelques kilomètres de Mbankomo, sur la nationale N1 Yaoundé-Akono-Olama. Sa gare ferroviaire et son école pratique d'agriculture (EPAB) lui donnent une notoriété dans l'arrondissement. On y trouve aussi un collège d'enseignement secondaire et un centre de santé. Binguéla est habité par plusieurs lignages Ewondo, le principal étant le lignage Mvog Fouda Mballa.

## Gare ferroviaire de Binguéla
Située à une quinzaine de kilomètres de Yaoundé, la gare de Binguéla existe depuis la fin de la construction de la ligne Douala-Yaoundé dans les années 1930. C'est la deuxième gare avant Mvolyé-Yaoundé.

## L'école pratique d'agriculture de Binguéla (EPAB)
Située à 34 kilomètres de Yaoundé, l’École pratique d'agriculture de Binguéla a été créée en 1962 par le Fonds européen de développement (FED).
C'est une école de formation théorique et pratique en agriculture et élevage.

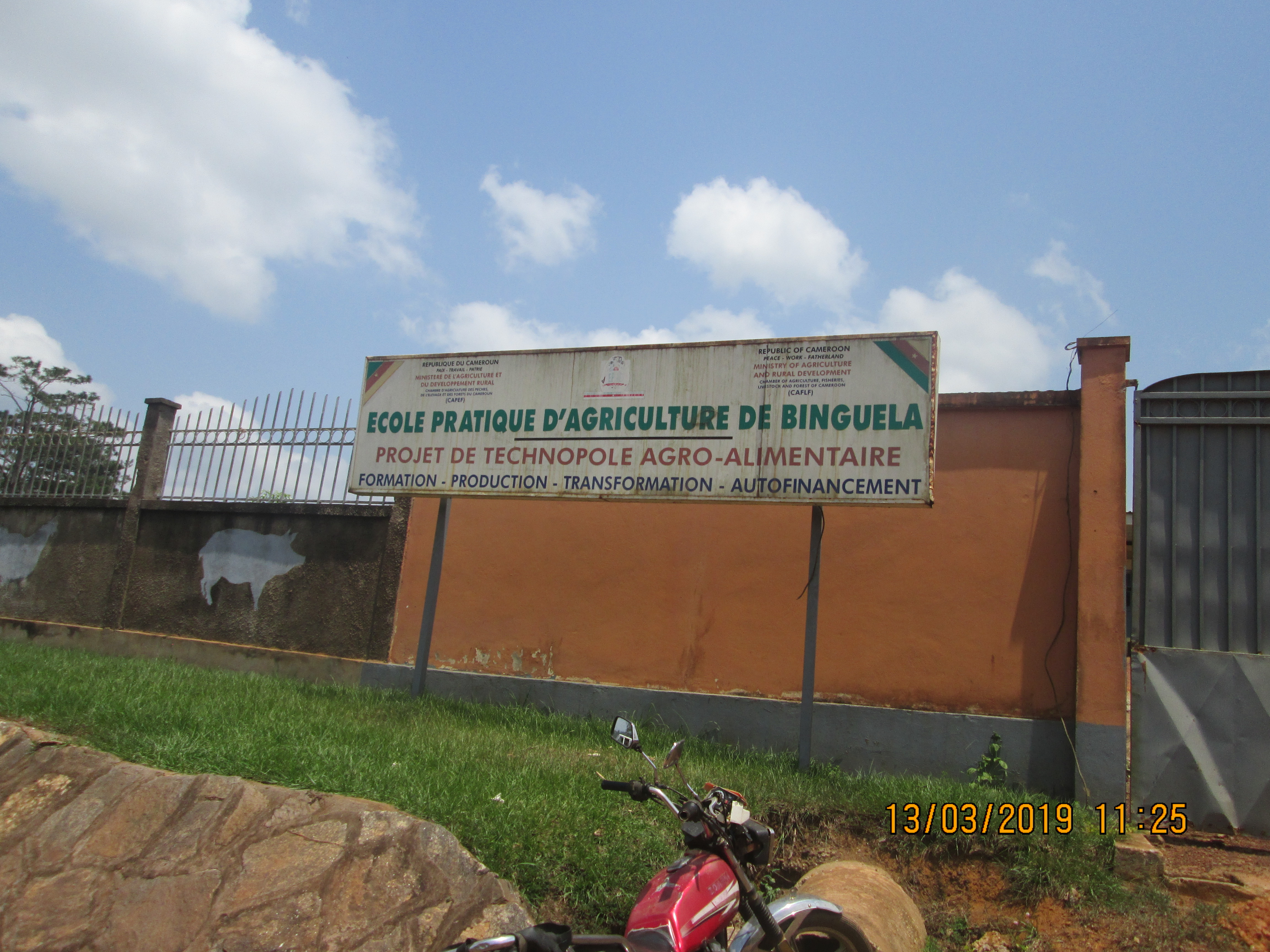
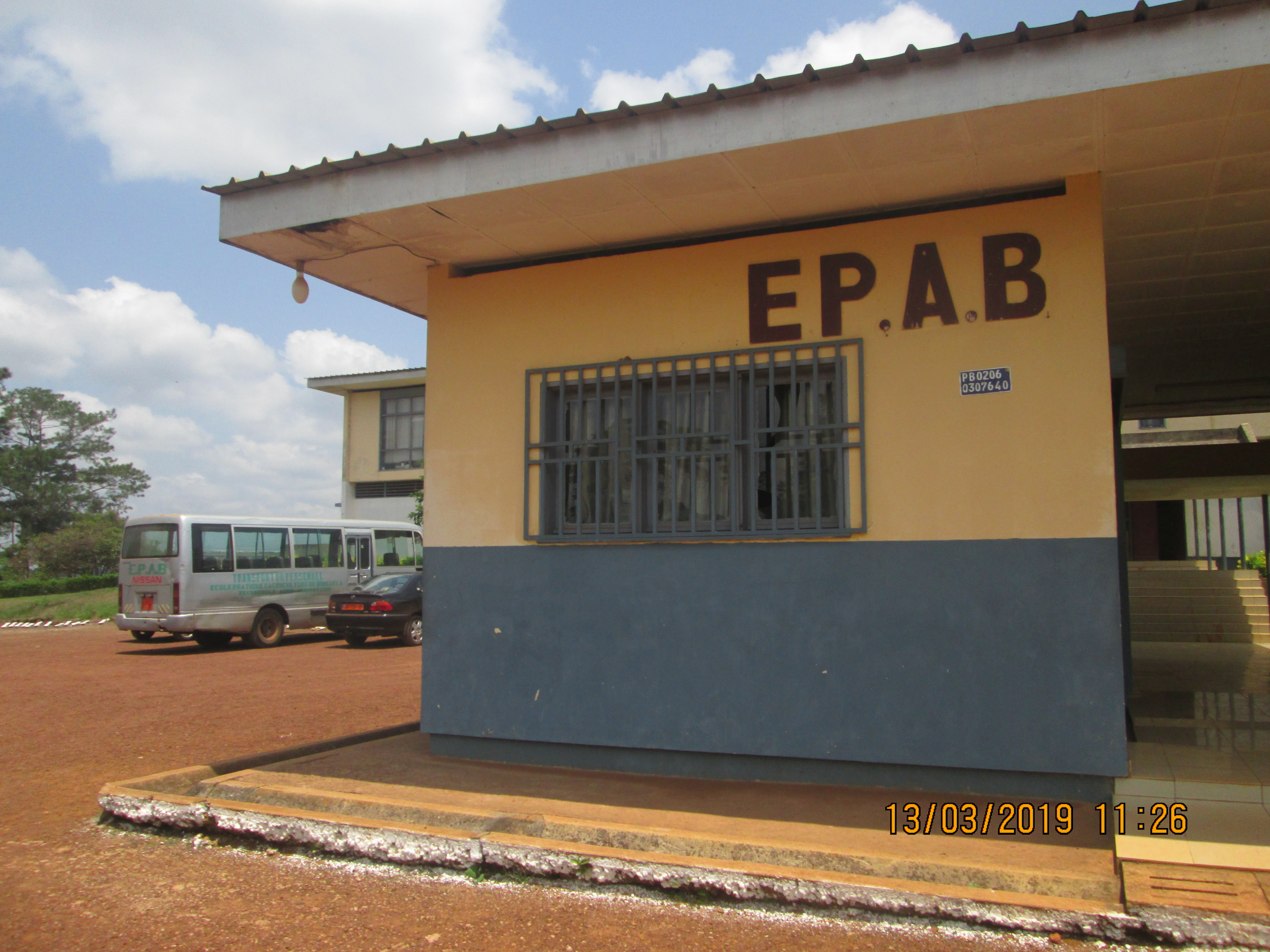
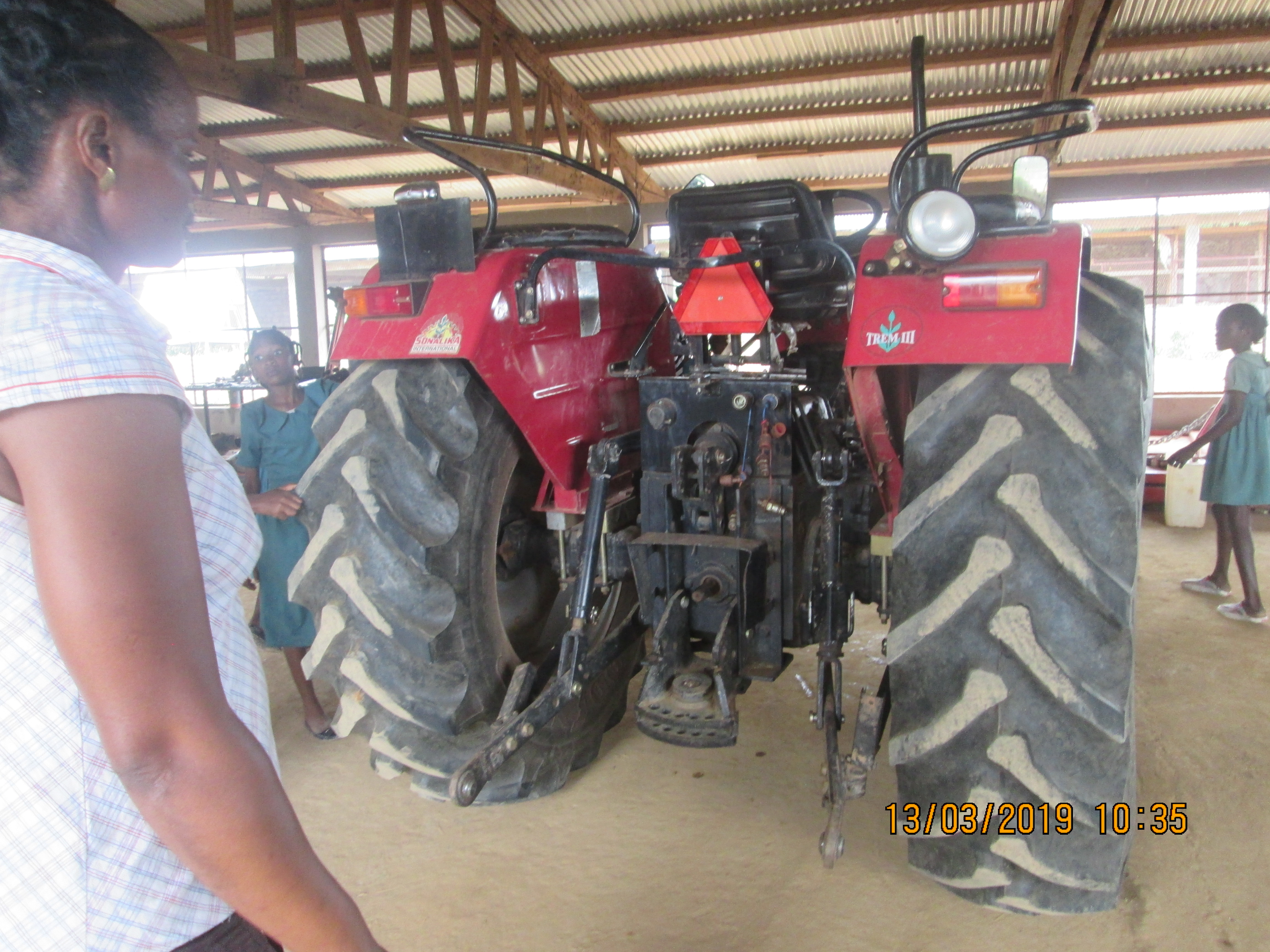
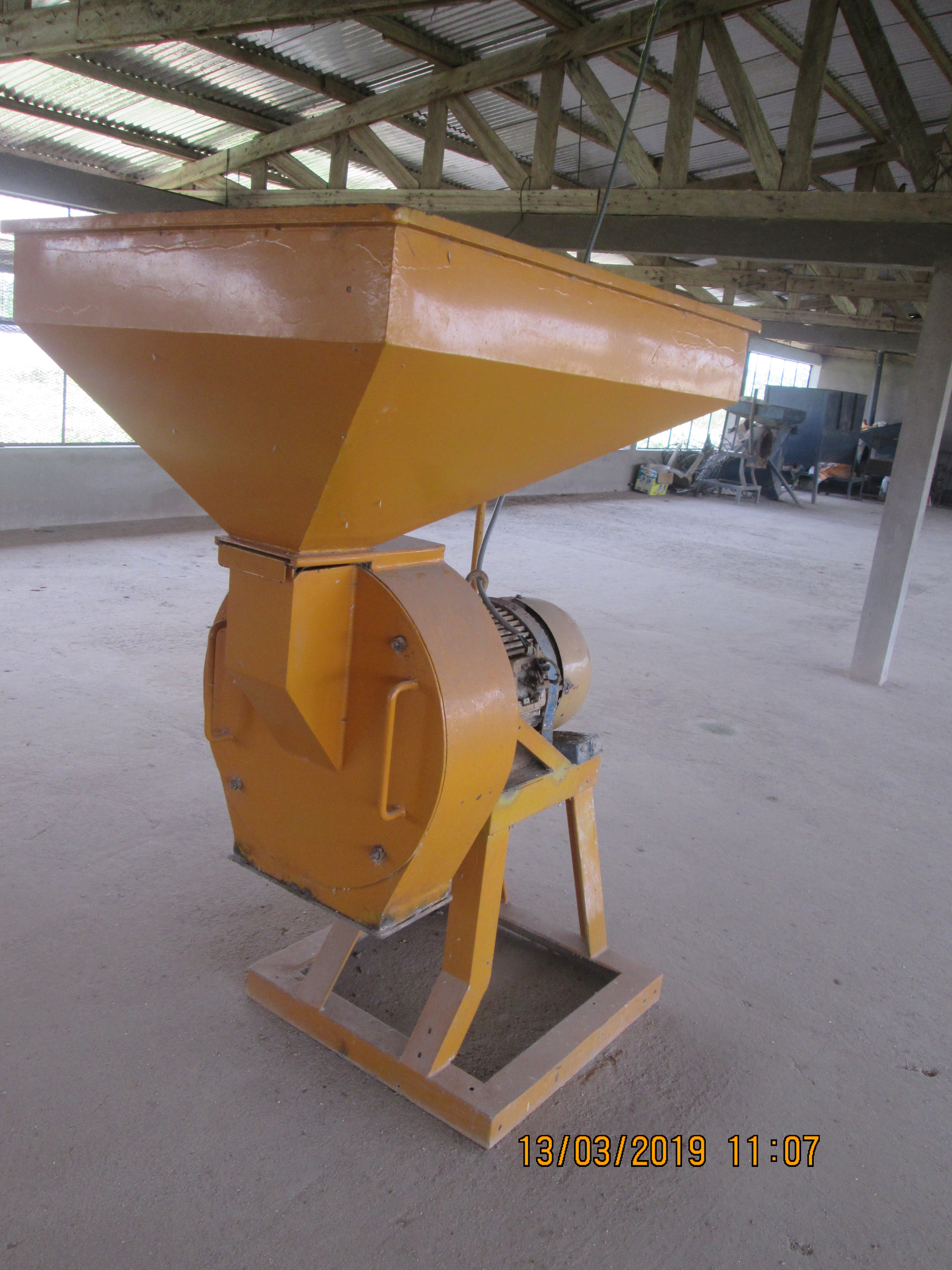
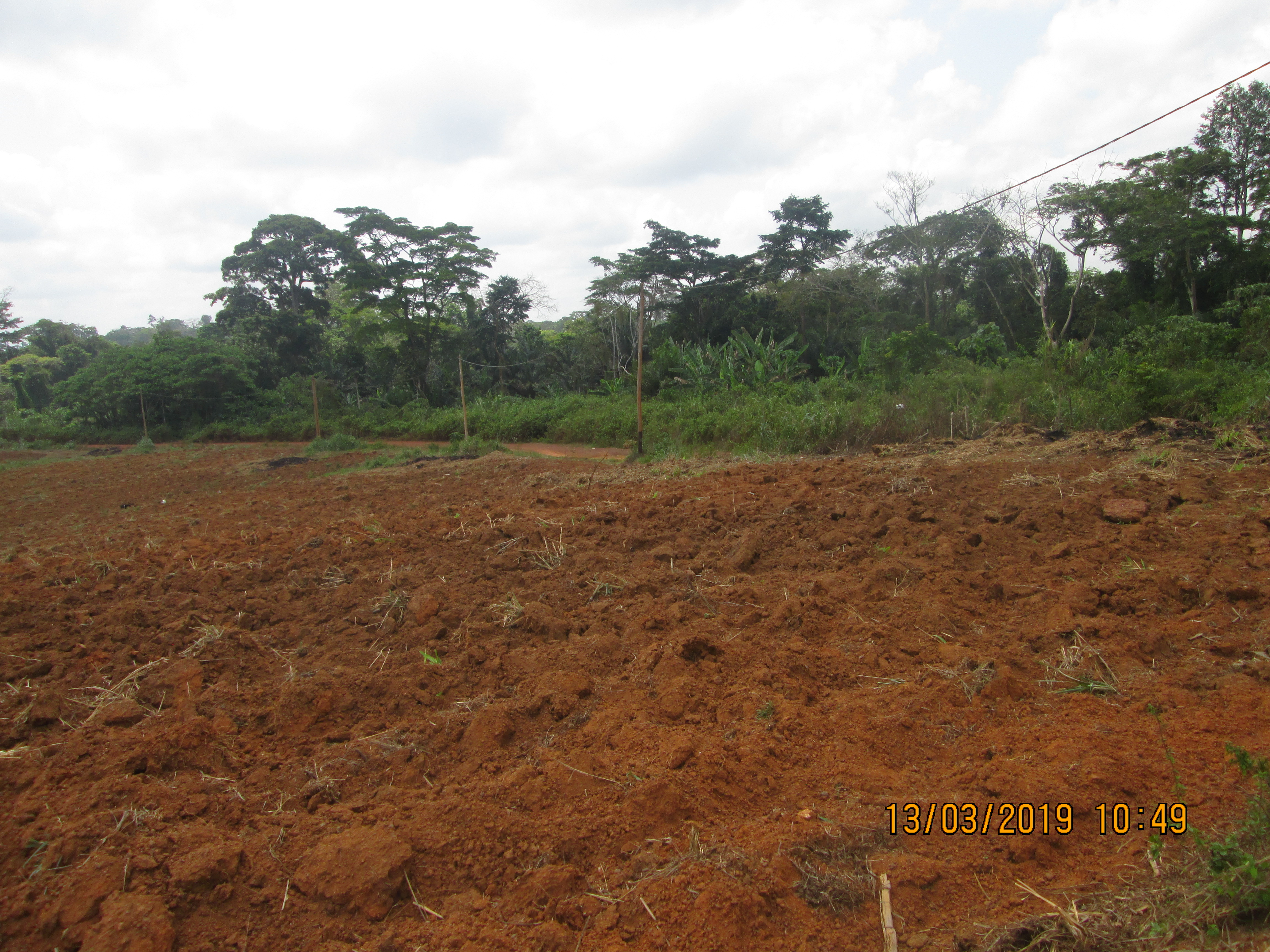